# 成田市立小御門小学校
成田市立小御門小学校（なりたしりつ こみかどしょうがっこう）は、千葉県成田市名古屋にあった公立小学校。

## 概要
成田市の北東部の台地に位置し、校舎の前には小御門神社の森が広がり自然豊かな環境であった。

## 沿革
- 1876年（明治9年）11月 - 名古屋・成井・七沢を学区として、乗願寺の本堂を仮校舎として開校。
- 1909年（明治42年）3月 - 名古屋尋常小学校と名木尋常小学校が合併、名古屋に小御門小学校を置き、名木区に分校を置く。
- 1919年（大正8年）4月 - 尋常高等小学校を新設。
- 1927年（昭和2年）10月 - 第一校舎新築竣工。
- 1941年（昭和16年）4月 - 小御門村国民学校と改称。
- 1946年（昭和21年）4月 - 六三制の学制改革により小御門小学校と改称。
- 1955年（昭和30年）4月 - 小御門小学校より名木小学校が独立。
- 2006年（平成18年）3月 - 成田市・大栄町との合併により、学校名「成田市立小御門小学校」に改称。
- 2014年（平成26年）4月 - 滑河・高岡・名木の各小学校と統合、成田市立下総小学校・成田市立下総中学校との小中一貫校「下総みどり学園」開校。[2]。

## 学区
名古屋、高倉、成井、地蔵原新田、青山の一部、倉水の一部、七沢

## 進学
- 成田市立下総中学校